# ミシェル・ノストラダムス師の予言集 (1557年)

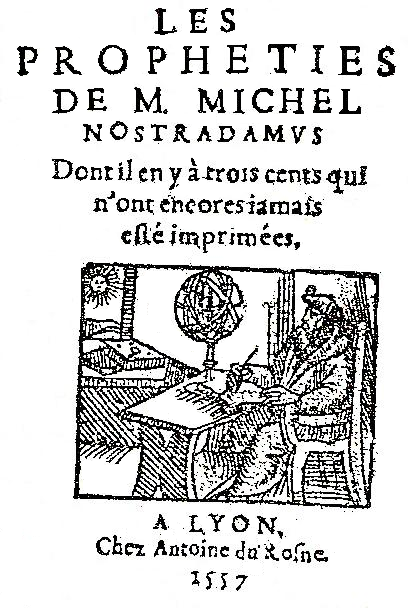
1557年11月3日版の『予言集』

1557年にリヨンで出版された『ミシェル・ノストラダムス師の予言集』は、占星術師ノストラダムスの予言集のうち、現在確認されている範囲では、彼の生前に正規の形で出版された唯一にして最後の増補版である。
1557年版は、9月6日付のものと11月3日付のものがある。前者が正規版で後者は海賊版と見なすのが一般的である。

## 9月6日版
この版は八つ折版（Octavo）で12cmの本で、ページ数は全122ページである。

### タイトルページ

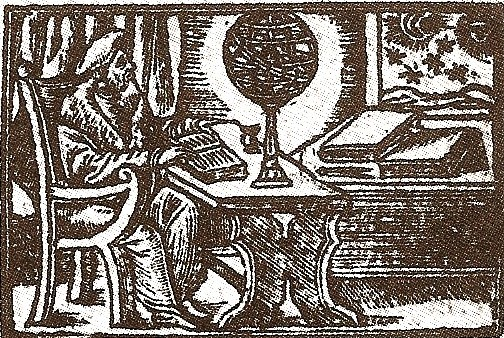
初版と9月6日版の木版画

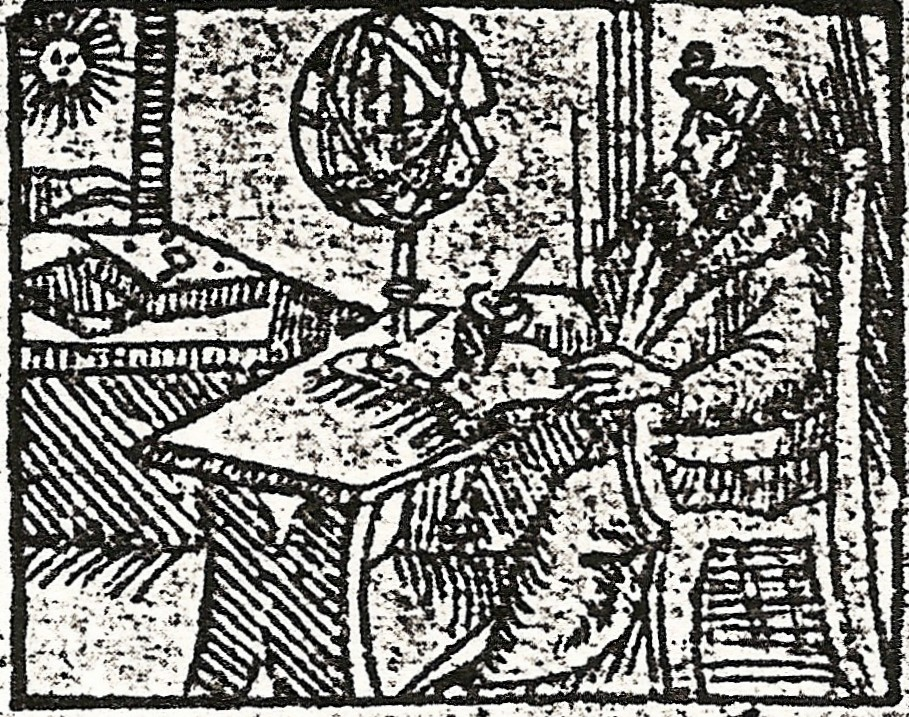
11月3日版の木版画

メインタイトルは、初版と同じ「ミシェル・ノストラダムス師の予言集」である。その下に、「前述の著者によって新たに加えられた未刊の300篇を含む」（Dont il en y à [sic.] trois cents qui n'ont encores jamais esté imprimées. Adjoustées de nouveau par ledict Autheur.）との文言が加えられている。
その下の木版画には書斎に座って窓から星を眺めるノストラダムスが描かれているが、この木版画は初版と全く同じデザインである。
木版画の下にはリヨンの印刷業者アントワーヌ・デュ・ローヌの名前と、印刷した年のローマ数字での表示がある（A Lyon, Chés Antoine du Rosne. M.D.LVII.）。

### 構成
タイトルページの後に息子セザールに宛てた書簡の体裁をとった序文（セザールへの手紙）が続くが、これは初版に掲載されたものとほぼ同じもので、特段の増補や改稿は行われていない。序文の末尾に添えられた日付も「1555年3月1日」のままである。
その後に本編といえる百詩篇集が収められている。初版では第4巻53番までしか掲載されていなかったが、この版では289篇が増補され、第7巻42番までが掲載されている（タイトルページの「300篇」は289篇を大まかに示したもの）。各巻は100篇の四行詩から成るが、第6巻のみは99番までしかなく、その後に番号の振られていない全文ラテン語の四行詩が続くという変則的な構成になっている。
第7巻42番の後に「1557年9月6日に印刷を完了した」との言葉が続き、FIN（完）の文字とともに全体が締めくくられている。
なお、詩番号はすべてローマ数字である。初版はアラビア数字であったが、これ以降、1590年カオール版や1668年アムステルダム版などの少ない例外を除いて、詩番号にはローマ数字が用いられることが多くなる。

## 11月3日版
サイズは16折版で、9.3 x 6.1 cmの小さな本である。ページは全160ページ。

### タイトルページ
メインタイトルは、初版と同じ「ミシェル・ノストラダムス師の予言集」である。その下に、「未刊の300篇を含む」（Dont il en y à [sic.] trois cents qui n'ont encores jamais esté imprimées.）との文言が加えられているが、9月6日版と異なり「前述の著者によって新たに加えられた」が略されている。
その下の木版画には書斎に座って窓から星を眺めるノストラダムスが描かれているが、一見してその粗雑さは明らかであり、構図も初版や9月6日版に比べると鏡写しになっている。
木版画の下にデュ・ローヌの名前と印刷した年があるのは9月6日版と同じだが（A Lyon, Chez Antoine du Rosne. 1557）、細かいつづりや、年数表記がアラビア数字になっている点は異なる。

### 構成
タイトルページの後に序文（セザールへの手紙）が続くのは9月6日版と変わらないが、初版や9月6日版と比べたときに内容の一部に省略が見られる。序文の末尾に添えられた日付は「1555年3月1日」である。
その後に百詩篇集が収められているが、9月6日版に比べると3篇少ない。省略されているのは、第6巻末尾のラテン語詩と、第7巻の41番と42番である。よって、この版の第6巻は99篇、第7巻は40編で構成されている。
第7巻40番の後に「11月3日に印刷を完了した」との言葉が続き、FIN（完）の文字とともに全体が締めくくられている。

### 特色
タイトルページに限らず、全体の粗雑さは夙に指摘されていた。単純な誤植の類の多さもさることながら、異体字の s（f の横棒がない、もしくは左半分しかない字体 ( ſ ) で、16世紀や17世紀の印刷本には良く用いられていた）と f をほとんど区別していないことによる綴りの混乱などが見られるのである。

## 認識の歴史

### ミュンヘンの蔵書
同時代には1557年に出版されたという言及はなく、クリンコヴシュトレムの書誌（1913年）で言及されたことで知られるようになった。もっとも、クリンコヴシュトレム自身は1730年代の6巻本の書誌で言及されていたことを指摘している。彼の場合は、ミュンヘンのバイエルン州立図書館に所蔵されていた版について、タイトルページの写真とともに紹介した。これは、11月3日印刷完了と記されている方の版で、以降、「1557年のデュ・ローヌによる版」とはこの11月3日の版に他ならないと認識されることになった。
彼が使ったミュンヘンの蔵書は、1942年以後、行方不明となっている。手書きの貸出票の記録から、アドルフ・ヒトラーの側近が借り出したと考えられるが、返却された形跡はない。
戦後、おそくとも1961年までにはソ連（当時）のレーニン図書館（現・ロシア国立図書館）にも11月3日版が存在していることは確認されていたが、これはもともと旧ソ連軍がドイツから持ち出したものではないかとも推測されている。この点について、ロベール・ブナズラとミシェル・ショマラが1983年11月にレーニン図書館に書誌の詳細を問い合わせたときには、そっけない対応だったために確認できなかったという。

### 影印本の出版
1983年6月には、ショマラとブナズラの調査のなかで、ブダペストのハンガリー国立図書館にも1557年11月3日版があることが確認された。彼らは同図書館から取り寄せたマイクロフィルムを元に、1993年に影印本を出版した。以前にもエドガー・レオニやエヴリット・ブライラーのように断片的なテクストとして1557年版を用いた者はいたが、この影印本によって、一般にも広く知られるようになった。
しかし、この11月3日版は上述の通りつくりが粗雑であり、1568年に出される完全版に比べて7巻までの収録詩篇も3篇少ないため、様々な議論が展開されてきた。ダニエル・ルソは1556年シクスト・ドニーズ版（後述）に基づいた粗悪なコピーと見なしていたし、ピエール・ブランダムールも、その粗雑さから同時代の海賊版であることを疑った。ピーター・ラメジャラーは、正規の版であることを認めつつも、詩篇の少なさから業者と著者の間で何らかのトラブルがあった可能性を示唆していた。

### 9月6日版の発見
1996年には、オランダのユトレヒト大学図書館にも1557年版が所蔵されていることが確認されたが、それは従来知られているものとは全く異なる特色を備えていることが明らかになった。これによって、1557年版には全く異なる2種類の版が存在している点が認識されるようになったのである。この発見は、1997年1月12日にショマラがリヨン市の広報で、タイトルページの写真とともに報告している。
9月6日版と11月3日版の関係については、まだ十分な研究の蓄積があるとはいえない状況であるが、日付どおり前者をコピーしたものが後者であるという見解が一般的である。ただし、これには後者をデュ・ローヌ自身が再版したと見る立場と、別人が偽造したとする立場がある。どちらにしても、2ヶ月という短期間で2つの版が出版されたという事実からは、ノストラダムスの予言集が良く売れていたことがうかがえる。

### 異説
専門家のなかで提唱されている全く立場の異なる異説には次のものがある。

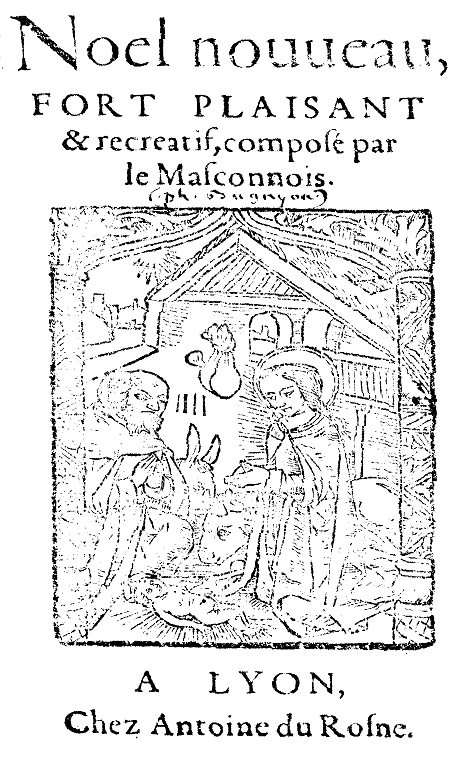
モリスがデュ・ローヌによる粗雑な版の例として挙げているもの

書誌学者ジェラール・モリスは、11月3日版の奥付には年号が書かれていないことから、これを「1556年11月3日」とみて、1557年の公現祭のリヨン大市に合わせて刷られたパイロット版と見る説を提示している。彼によれば、木版画の粗悪さもコスト削減の一環に過ぎず、デュ・ローヌの出版物にはそうした雑なものも見られると指摘している。
また、仏文学者ジャック・アルブロンは、『予言集』初版同様、1557年版もノストラダムスの死後に、カトリック同盟に関連した政治的意図で捏造された偽物に過ぎないと主張している。やはり初版本同様、この点についても、当時のタイポグラフィなどの分析などからの反論が出されている。

### 影印版と校定版
11月3日版については、既に見たように1993年に影印本が出版されており、ピーター・ラメジャラーは4巻54番から7巻40番までの原文として、忠実に転記の上、校訂したこともあった（1997年）。これは日本語訳も出されている。2003年には、ラメジャラーは同じ範囲の原文を9月6日版に差し替えて校訂を加えている。
同じ2003年には、ブリューノ・プテ＝ジラールも1557年版を取り込んだ7巻までの校定版を出版しているが、使っているのは11月3日版のみで、9月6日版の原文は反映していない。
下で触れるように9月6日版はユトレヒト大学図書館の公式サイト等で見ることが出来るが、影印本は出版されていない。

### 日本での受容
11月3日版を日本で最初に紹介したのは麻原彰晃である。その後、1996年に影印本を入手した池田邦吉が、信頼のできる原典だと全面的に賞賛して解釈に使用した。しかし、これらには、1557年版の書誌的特色への言及はなかった。書誌的特色なども詳しく論じたのは、前記ラメジャラーの邦訳書が最初である。
9月6日版については、田窪勇人がインターネット上でいち早く報じたものの、2010年に田窪が論文で言及するまで、公刊された出版物で触れるものはなかった。

## 出版業者
1557年版を出版したアントワーヌ・デュ・ローヌは、確認されている範囲では1545年から1562年までリヨンで出版業を営んでいた。
ノストラダムスは1553年11月に自分の原稿をいい加減な形で出版した業者を提訴し、出版権を取り上げ、「リズロ」というあだ名を持つアントワーヌ・デュ・ロワイエ（Antoine du Royer）という人物に出版を任せている。この「アントワーヌ・デュ・ロワイエ」は、デュ・ローヌの誤記とされる。これが事実なら、ノストラダムスが著作を発表し始めた時期に、既に接点があったことになる。
その後、1557年と1558年にはノストラダムスが自由訳した著書『ガレノスの釈義』も出版している。ここでも、書斎から星を眺めるノストラダムスの木版画が使われているが、これを最初に使っていたマセ・ボノムとの関係は分かっていない。モリスは、この木版画はノストラダムスの出資で作成されたものであり、ノストラダムスが引き取ってデュ・ローヌに譲渡したという可能性を想定しているが、史料上の裏付けはない。なお、デュ・ローヌは、ジャン・スコンネル（Jean Sconners）という無名の占星術師の暦書を1559年に手がけたときにも、ノストラダムスを図案に用いた木版画を使ったようである。 
1560年代半ばからは事業を引き継ぐ形で兄弟のアンブロワーズ・デュ・ローヌが、後には息子のエチエンヌ・デュ・ローヌがそれぞれ活動しているが、アントワーヌ自身の没年等についてはよく分かっていない。

## 1556年シクスト・ドニーズ版
16世紀の書誌学者ラ・クロワ・デュ・メーヌは、その書誌でノストラダムスに触れた際に、リヨンのシクスト・ドニーズ（Sixte Denyse）が1556年に出版した予言集に触れている。
シクスト・ドニーズという業者は、リヨン出版史の専門家たちの調査でも確認できていないため、この版の実在性を疑問視する見解もあるが、他方で粗雑な1557年版に先行するオリジナルの増補版と想定されることもあった。例えば、エヴリット・ブライラーは、9月6日版が未発見だった1979年の時点で、11月3日版において第6巻のラテン語詩と第7巻の2篇が省略されているのは、先行する版に比べて判型を小さくしたために入りきらなくなったのだろうと推測した（当時は製本の都合上、ページは16ページ単位で増えた。11月3日版は160ページなので、それをわずかでもオーバーすれば16ページ分増やす羽目になったはずである）。このことから、先行する版はより大きな判型で詩篇が省略されていなかった可能性を指摘した。
現在では、粗雑な11月3日版に先行する増補版として、9月6日版を位置づけることが出来るため（この判型は正にブライラーが想定していたように一回り大きく、詩篇の省略がない）、かつてのドニーズ版実在論の根拠の一つは崩れている。